# Rubén Bover
Rubén Bover Izquierdo (Palma di Maiorca, 24 giugno 1992) è un calciatore spagnolo, centrocampista dell'Atlético Baleares.

## Palmarès

### Club

#### Competizioni nazionali
- MLS Supporters' Shield: 1

N.Y. Red Bulls: 2015